# Янина Викмайер
Янина Викмайер (на нидерландски: Yanina Wickmayer) е професионална тенисистка от Белгия. Белгийската тенисистка започва кариерата си през 2004 г. Има осем спечелени трофея от веригата турнири, провеждани под егидата на ITF. Белгийката има и три спечелени финала от сериите WTA. През 2008 г. на „Ещорил Оупън“ в Португалия тя отстранява Екатерина Макарова. Втората си титла от WTA завоюва в оспорван мач срещу Петра Квитова на „Дженерали Лейдис Линц“ през 2009 г. в Австрия. Последната си титла печели срещу италианската тенисистка Флавия Пенета на турнира „АСБ Класик“ в Окланд, Нова Зеландия през 2010 г.
През 2009 г. Янина Викмайер е наказана да не участва в официални състезания от календара на световния тенис, поради неявяване на допингконтрол. Впоследствие наказанието ѝ е отменено и тя получава „уайлд кард“ от организаторите на тенис – турнира „АСБ Класик“, в Оукланд в началото на 2010, който белгийката печели по безапелационен начин с 6:3, 6:2 срещу Флавия Пенета. През 2009 г. на Откритото първенство на САЩ достига до полуфинален сблъсък с датчанката Каролине Возняцки, който губи с 6:3, 6:3. Най-доброто си класиране в световната ранглиста за жени, Викмайер постига през 2010 г., когато завоюва 15-а позиция.
През 2010 г. на турнира „Сони Ериксон Оупън“, Янина Викмайер стартира със статут на поставена тенисистка. Тя побеждава във втория кръг на надпреварата състезаващата се за Великобритания Елена Балтача. В третия кръг елиминира хърватката Петра Мартич с 6:3, 6:3. В четвъртия кръг, белгийката сломява съпротивата на швейцарската тенисистка Тимеа Бачински с 6:0, 6:1. След три убедителни победи, Янина Викмайер е победена в четвъртфиналния мач от французойката Марион Бартоли с 6:4, 7:5. На 23.10.2010 г. печели шампионската титла от турнира в Торхут. Във финалната среща от състезанието, белгийката сломява съпротивата на румънската тенисистка Симона Халеп в двусетов мач с резултат 6:3, 6:2.